# Дале, Линнея
Линнея Дале (норв. Linnea Dale, род. 1991) — норвежская певица.

## Биография
Родилась 22 апреля 1991 года в коммуне Тинн норвежской губернии Телемарк. В 16 лет была участницей норвежского шоу молодых талантов «Идол» (2007), выступала с песней «What Do I Know About Love», которую сочинила сама, но заняла только седьмое место. Училась в Шиенской средней школе.

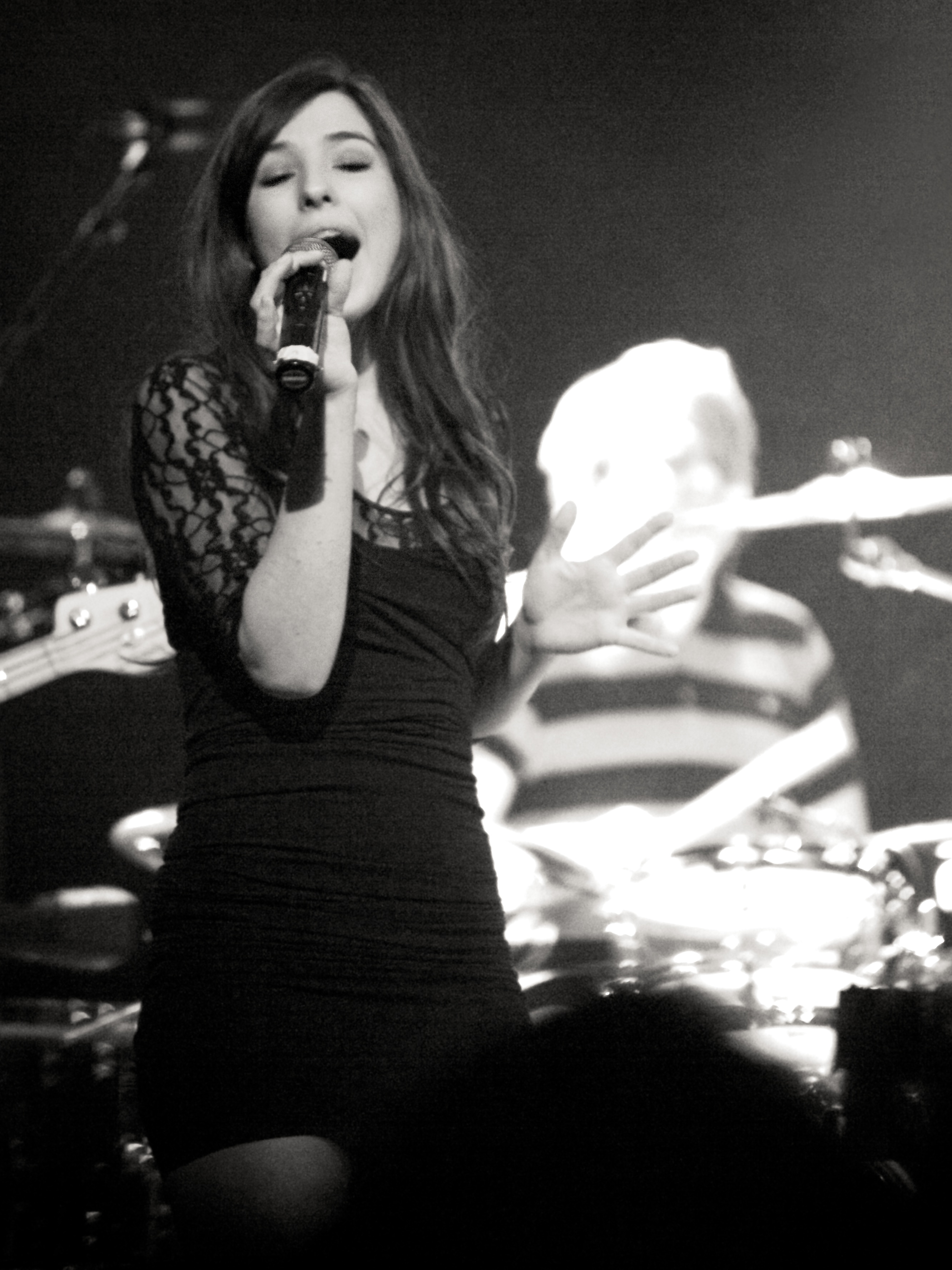
Линнея Дале (2009)

В 2009 году Дале начала сотрудничество с музыкальной группой Donkeyboy из города Драммен. В качестве приглашённой солистки она участвовала в записи трёх песен их дебютного альбома. Одна из этих песен, «Ambitions», принесла молодой певице большой успех: дебютировав в норвежском чарте синглов на седьмом месте в апреле 2009 года, в конце июня эта песня достигла первого места.
Первый мини-альбом певицы, Children Of The Sun, вышел в январе 2012 года. Её первый сольный альбом, Lemoyne Street, вышел в апреле 2012 года.
В 2014 году Дале участвовала в музыкальном конкурсе Melodi Grand Prix, который служит в Норвегии национальном отборочном туром конкурса Евровидение-2014. Она выступала с песней High Hopes, которую сочинила сама, и заняла второе место из 15 исполнителей.
В мае 2014 года у Дале вышел второй сольный альбом, Good Goodbyes, три песни с которого были написаны и спродюсированы Полом Воктором-Савоем, известным музыкантом из группы a-ha.

## Дискография
Альбомы
- 2012: Lemoyne Street[норв.]
- 2014: Good Goodbyes

Мини-альбомы (EP)
- 2012: Children of the Sun[норв.]